# SsangYong Actyon
L'Actyon est un SUV produit le constructeur automobile sud-coréen SsangYong de 2006 à 2018. Il existe une version pick-up appelée Actyon Sport. Ils sont restylés en 2012.

## Échec commercial
Malheureusement l'Actyon n'a pas suscité le succès espéré, notamment en raison de son design particulier, (aux faux airs de BMW X6 avant l'heure).

De plus la qualité de route était décevante.

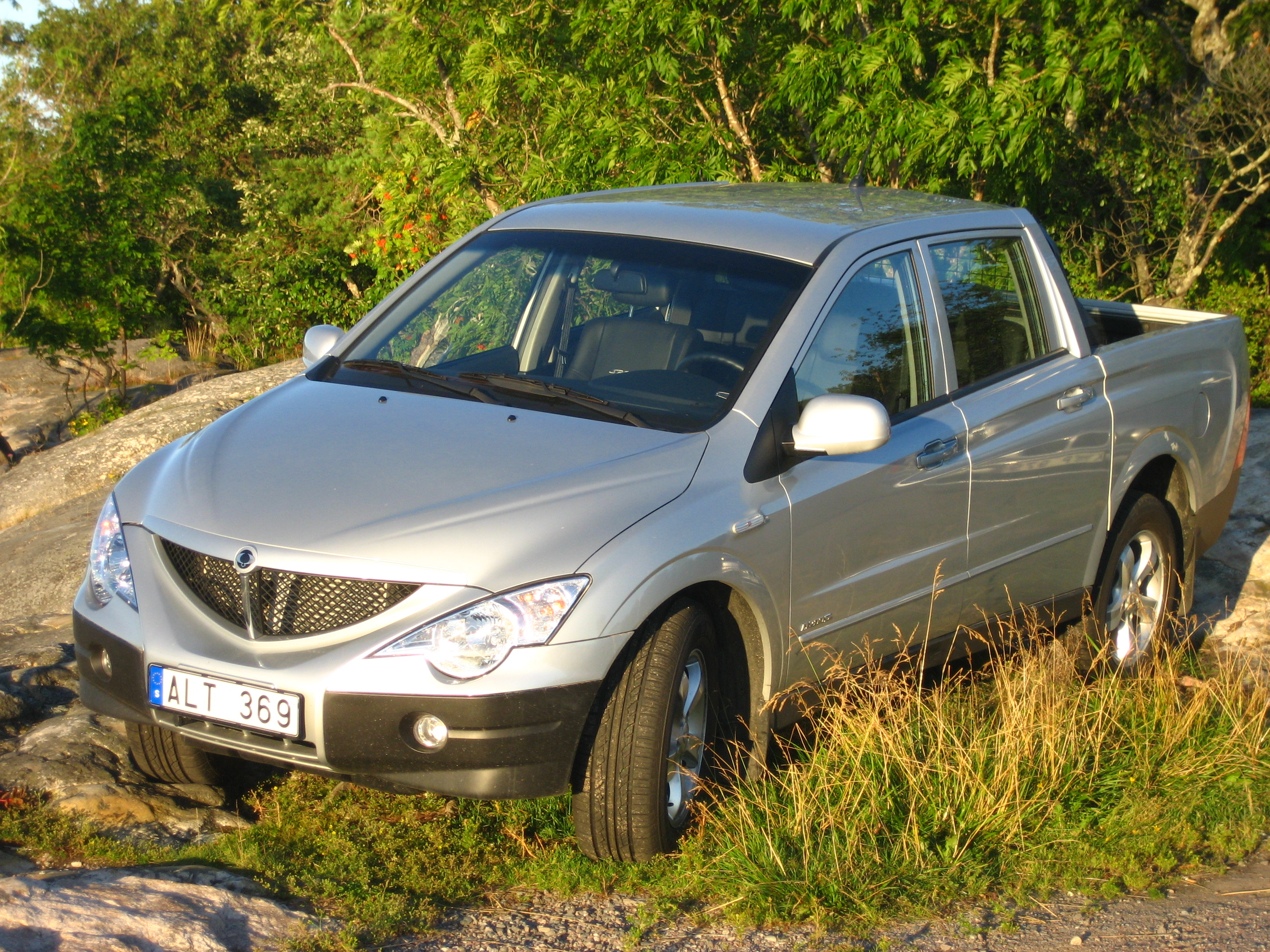
SsangYong Actyon Sport Phase 1.

## Galerie

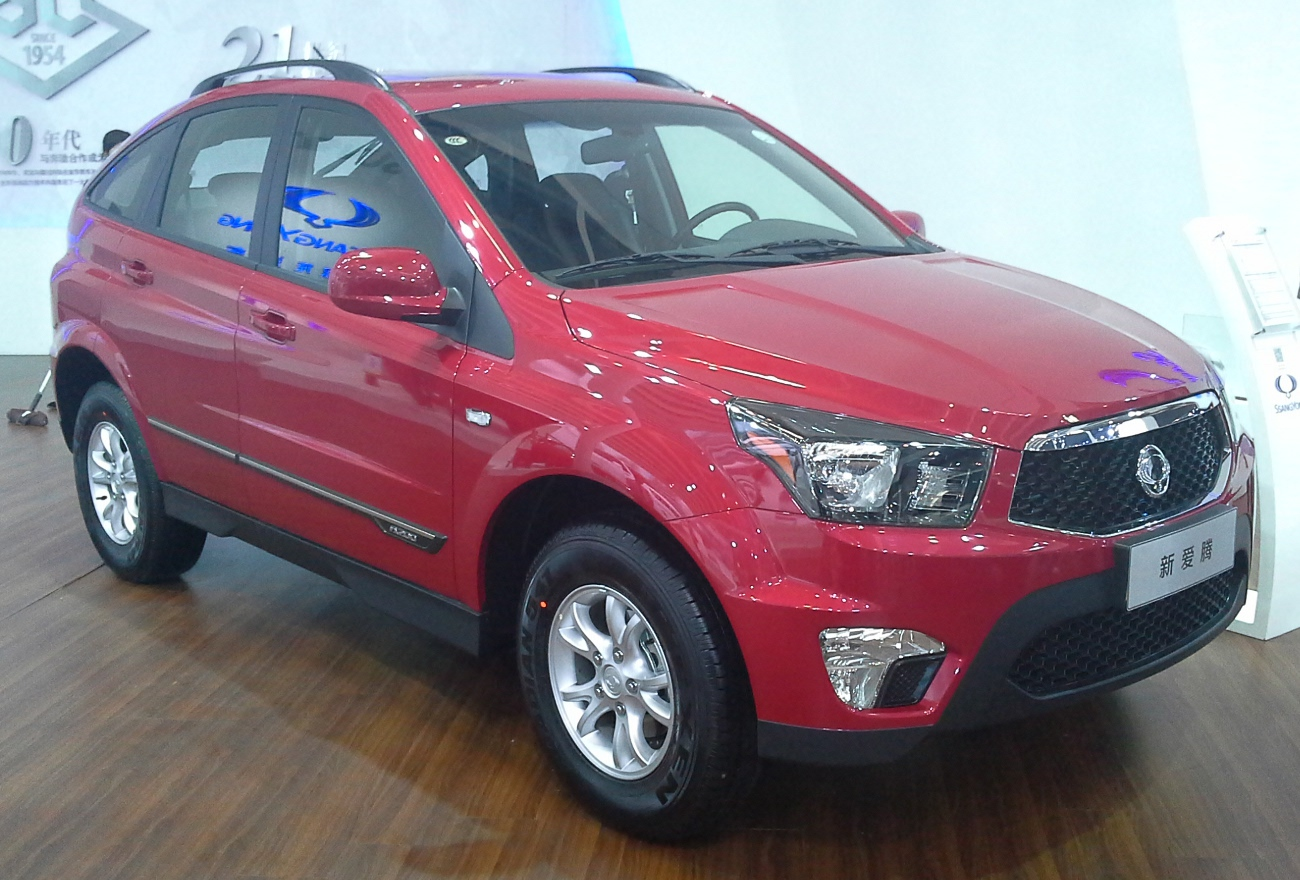
SsangYong Actyon Phase 2
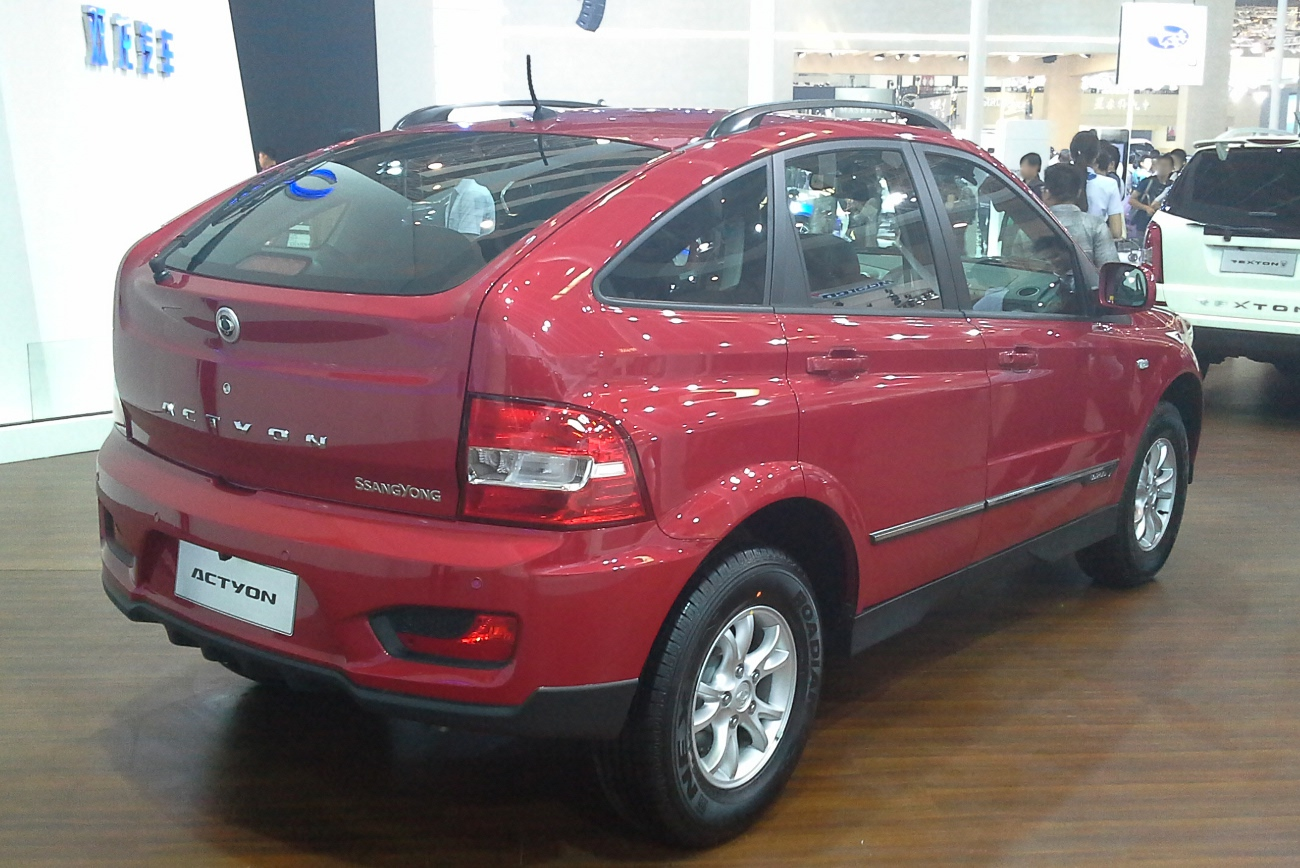
SsangYong Actyon Phase 2
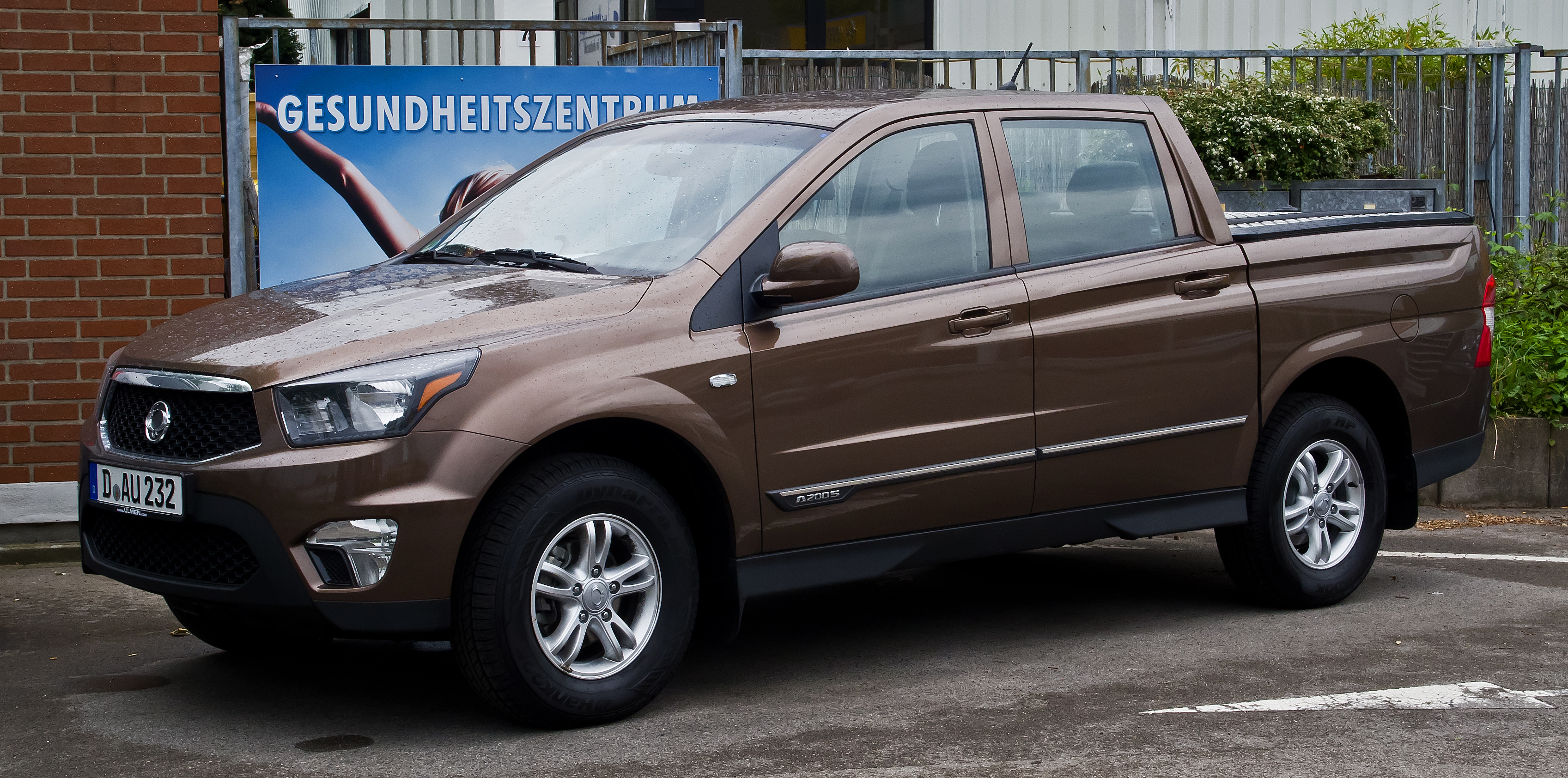
SsangYong Actyon Sports Phase 2
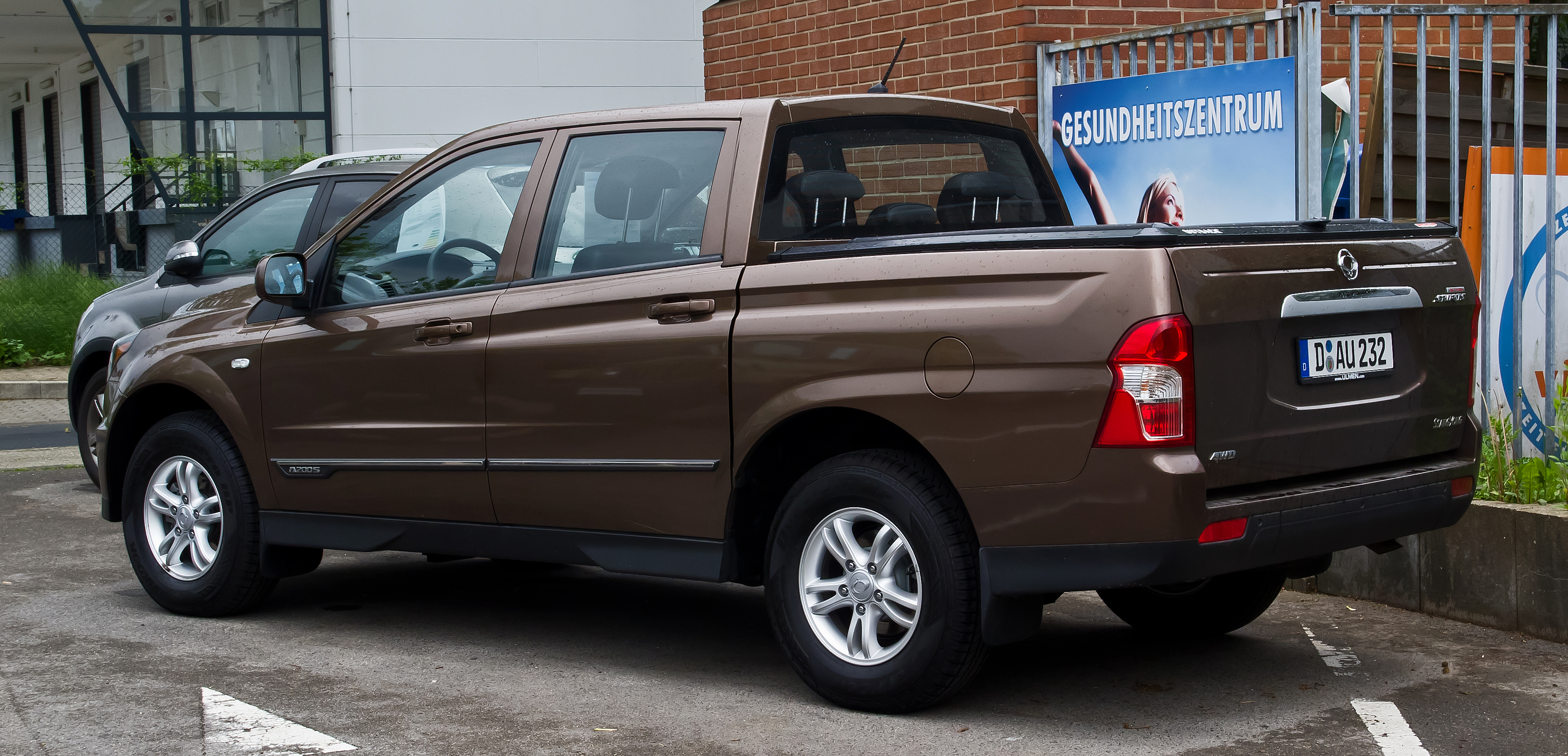
SsangYong Actyon Sports Phase 2